# Roudnička a Datlík
Přírodní památka Roudnička a Datlík zahrnuje rybníky Roudnička, Datlík a okolní slatinné louky, rákosiny a lesní porosty. Nalézá se severně od místní části Roudnička města Hradec Králové.
Předmětem ochrany jsou rybníky a slatinné louky v jejich okolí, které jsou bohatou botanickou lokalitou. Ve zdejších zachovalých vodních a mokřadních společenstvech se vyskytuje řada chráněných a ohrožených druhů rostlin i živočichů, mimo jiné vrkoč útlý. Oblast se překrývá s evropsky významnou lokalitou Slatinná louka u Roudničky soustavy Natura 2000. Lokalita je důležitým biocentrem v okolní zemědělské a hustě osídlené krajině a zároveň hojně vyhledávanou odpočinkovou zónou pro obyvatele jižních předměstí Hradce Králové. 

## Lokalita

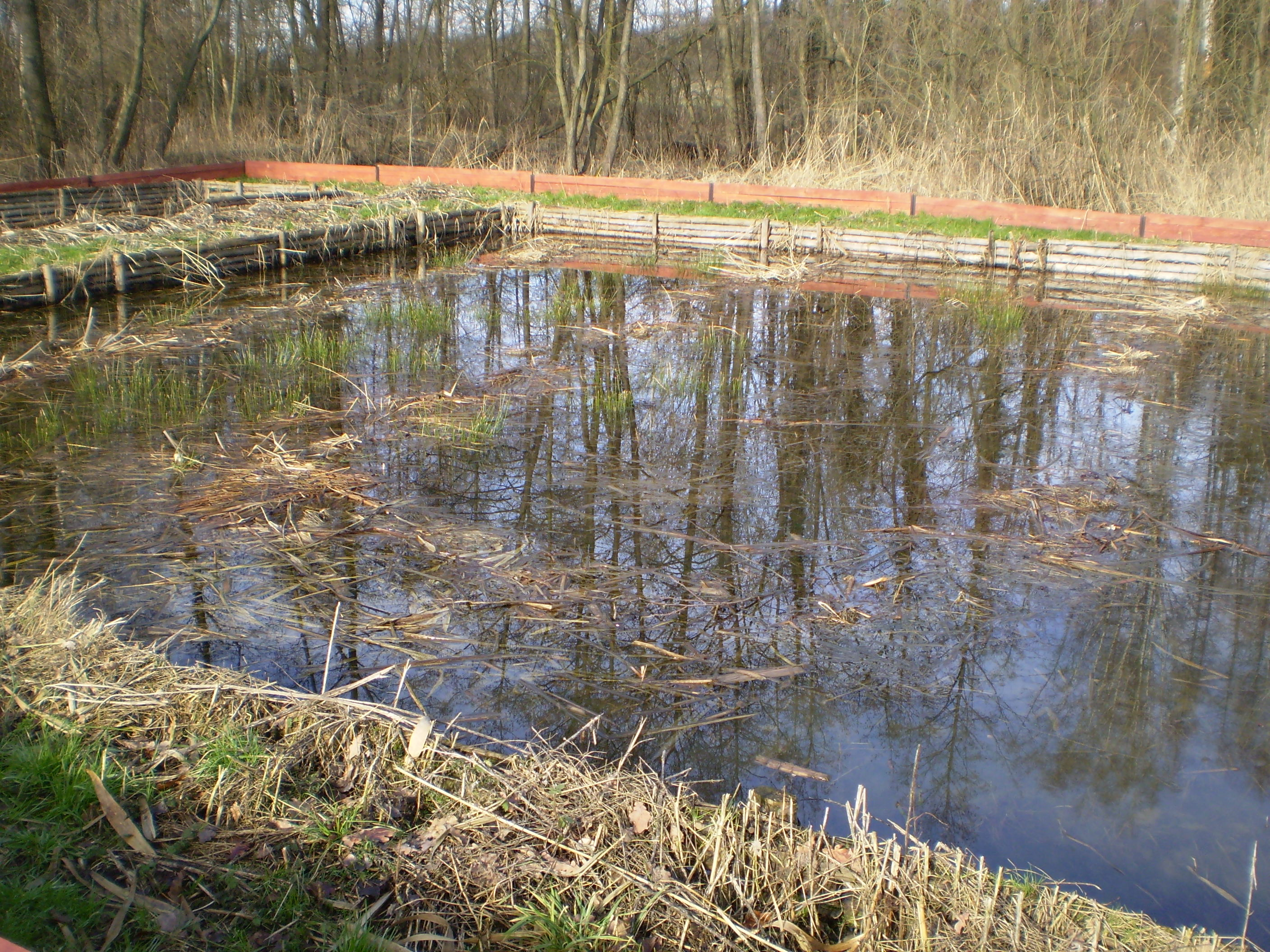
Plůdkový rybníček pod hrází rybníka Datlík

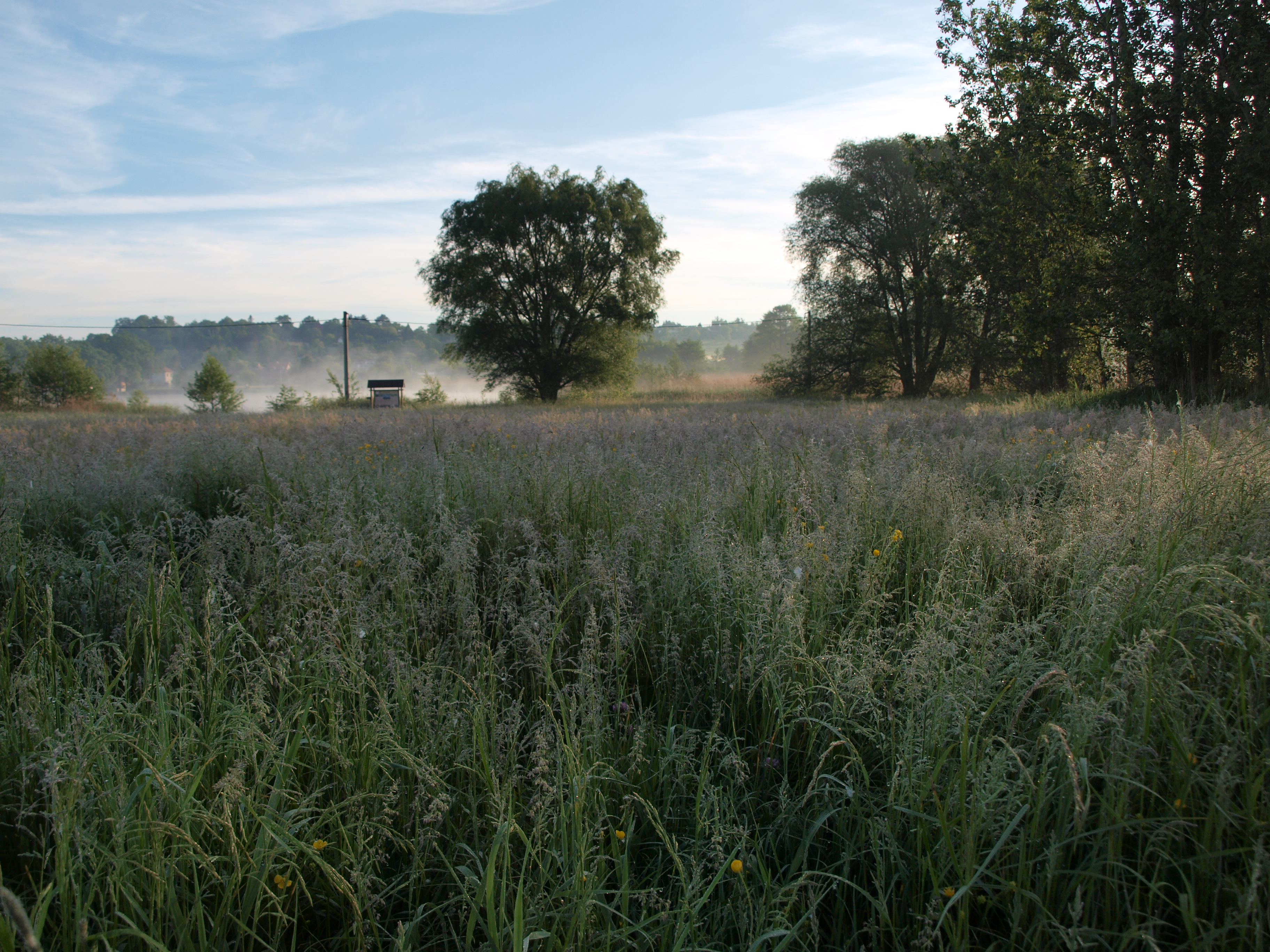
Vlhké louky PP Roudnička a Datlík, v sousedství intravilánu Roudničky

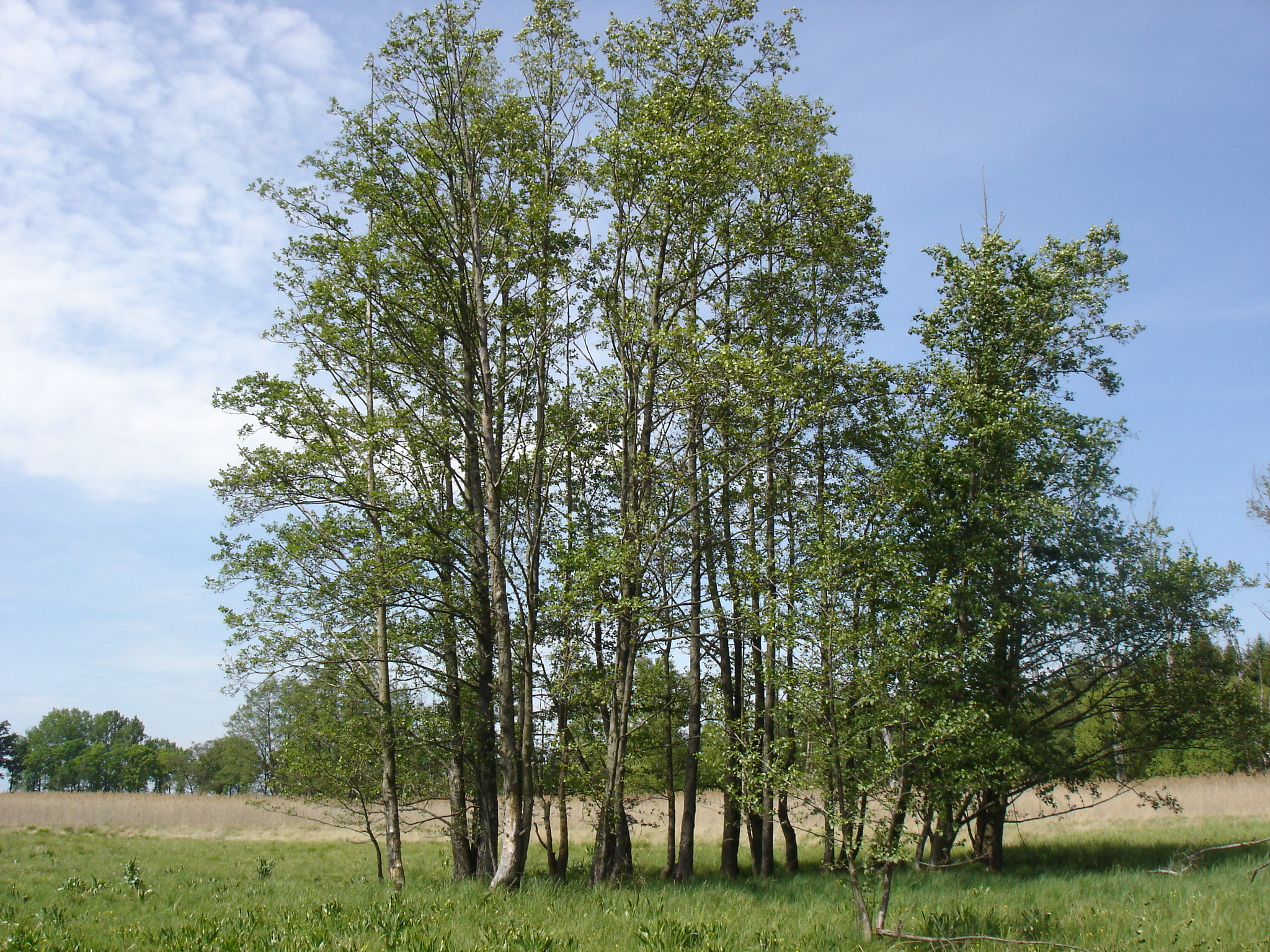
Vlhké louky v přírodní památce

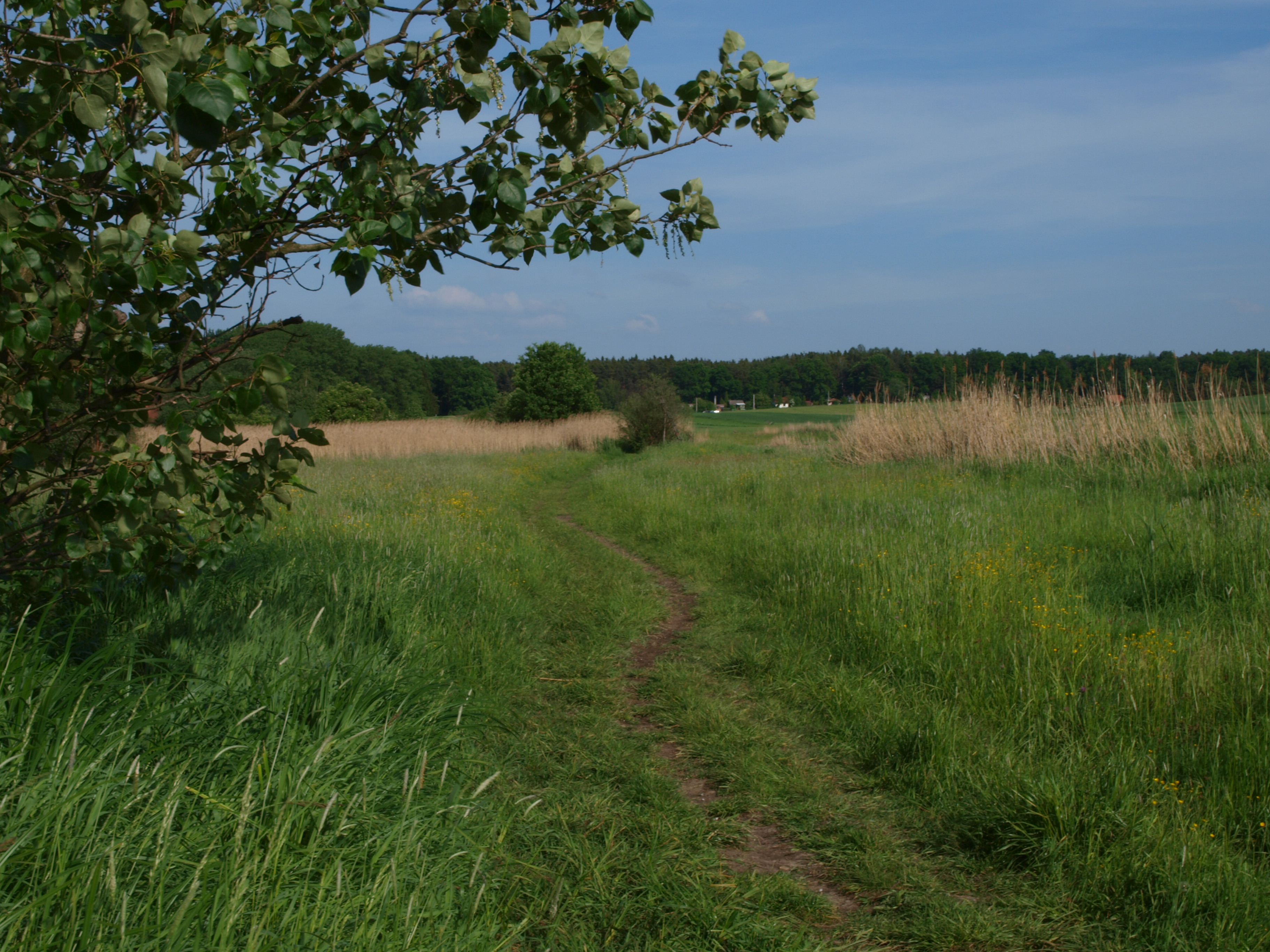
Vlhké louky PP Roudnička a Datlík, v sousedství intravilánu Roudničky

Přírodní památka Roudnička a Datlík se nalézá na jižním okraji Hradce Králové mezi místními částmi Nový Hradec Králové a Roudnička v nadmořské výšce 240–250 metrů. Zasahuje do katastrálních území Roudnička, Kluky a Třebeš . Přírodní památka byla vyhlášena roku 1988 a dnes má výměru 29,66 ha s ochranným pásmem 8,15 ha. Na západě je ohraničena silnicí na hrázi rybníka Roudnička, na východě končí hrází rybníka Cikán a zahrnuje rybníky Roudnička a Datlík, přilehlé rákosiny, slatinné a bezkolencové louky, porosty ostřic a mokřadní olšiny. Území je obklopeno intenzivně obhospodařovanými poli, dále obytnou zástavbou a na východě na něj navazuje rozsáhlý komplex královéhradeckých Městských lesů. Přírodní památka se překrývá s evropsky významnou lokalitou Slatinná louka u Roudničky, chráněnou v rámci soustavy Natura 2000. Z geomorfologického hlediska je přírodní památka součástí soustavy Česká tabule, celku Východolabská tabule, okrsku Královéhradecká kotlina.

## Historie
Rybníky Roudnička a Datlík byly vybudovány roku 1469 na pozemcích, které městu daroval král Jiří z Poděbrad. V 1. polovině 19. století byly oba rybníky zrušeny, obnoveny byly až v letech 1897–1898. O rok později byla v blízkosti rybníka Datlík postavena nová hájovna, sloužící svému účelu dodnes. Roku 1914 byly vybudovány sádky a třecí rybníčky pod hrází rybníka Datlík, které sloužily k odchovu vlastních násad a dnes postupně zarůstají. Okolní louky byly dříve pravidelně ručně koseny, postupně ale péče ustávala, až na konci minulého století obhospodařování zcela ustalo. Kosení bylo obnoveno až v roce 2006 na základě schváleného plánu péče. Chráněné území bylo vyhlášeno roku 1988 jako chráněný přírodní výtvor, později došlo k jeho převedení do kategorie přírodní památka. Kvůli parcelním nesrovnalostem bylo roku 2006 přehlášeno. V roce 2002 došlo k odbahnění rybníka Datlík, o tři roky později byl odbahněn rybník Roudnička. V současnosti na obou rybnících hospodaří společnost Městské lesy Hradec Králové a jsou využívány k polointenzivnímu chovu ryb, na Datlíku jsou navíc chovány polodivoké kachny. Obě tyto skutečnosti významnou měrou přispívají k eutrofizaci lokality.

## Přírodní poměry

### Geologie, pedologie a klima

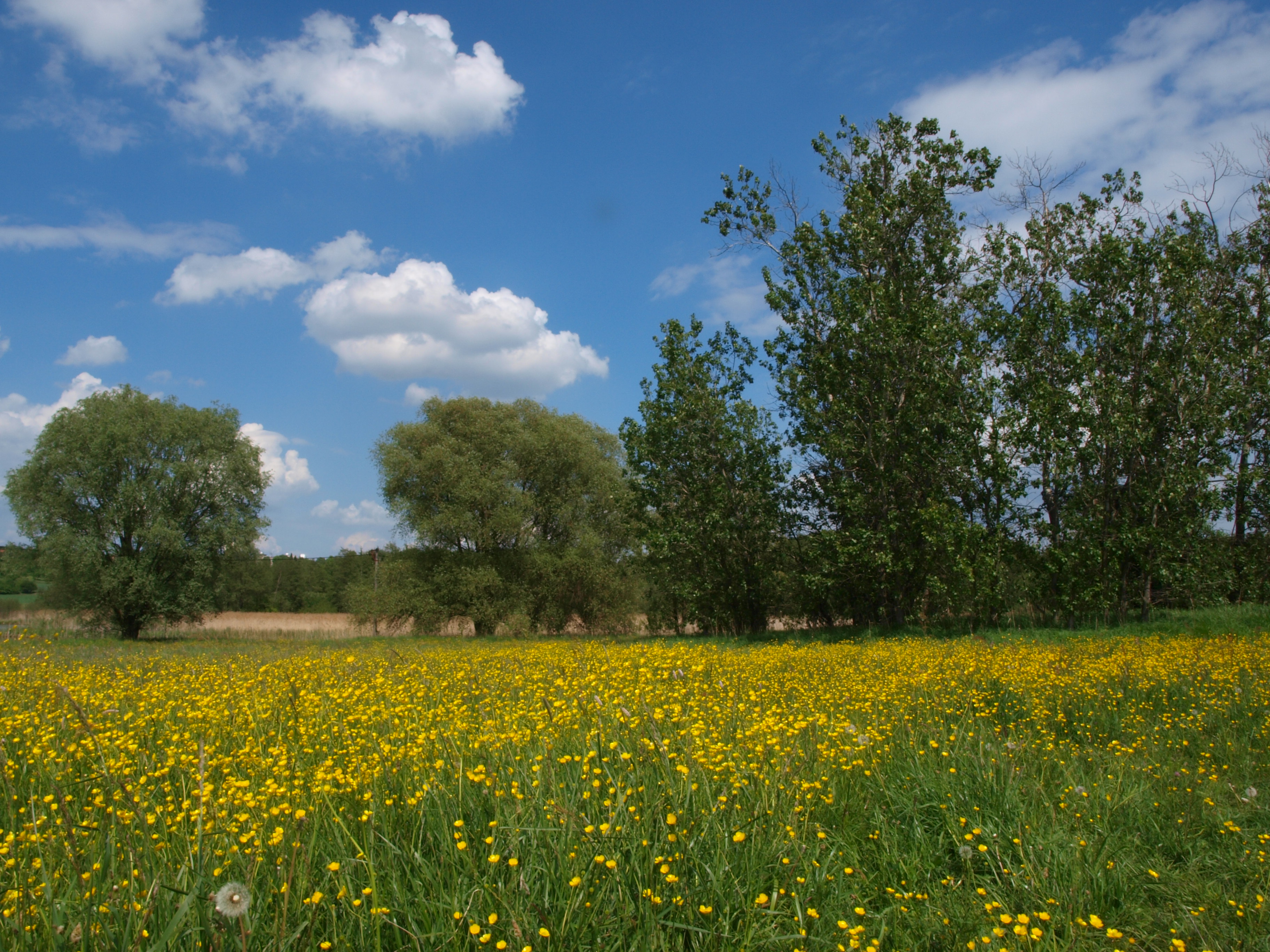
Vlhké louky PP Roudnička a Datlík, v sousedství intravilánu Roudničky

Většina přírodní památky leží na nivních půdách, pro něž jsou podkladem písčité až hlinité holocenní říční naplaveniny. Na okrajích území nalezneme černice a gleje, případně kambizem na podloží tvořeném vápnitými jílovci až slínovci (svrchnokřídové sedimenty).
Lokalita patří do teplé klimatické oblasti T2. Srážkový úhrn ve vegetačním období činí 350–400 mm, v zimě klesá na 200–300 mm. Průměrné teploty jsou v lednu −2 až −3 °C, v červenci 18 až 19 °C. Léta bývají dlouhá, teplá a suchá, zimy naopak krátké, mírně teplé a také suché.

### Flora

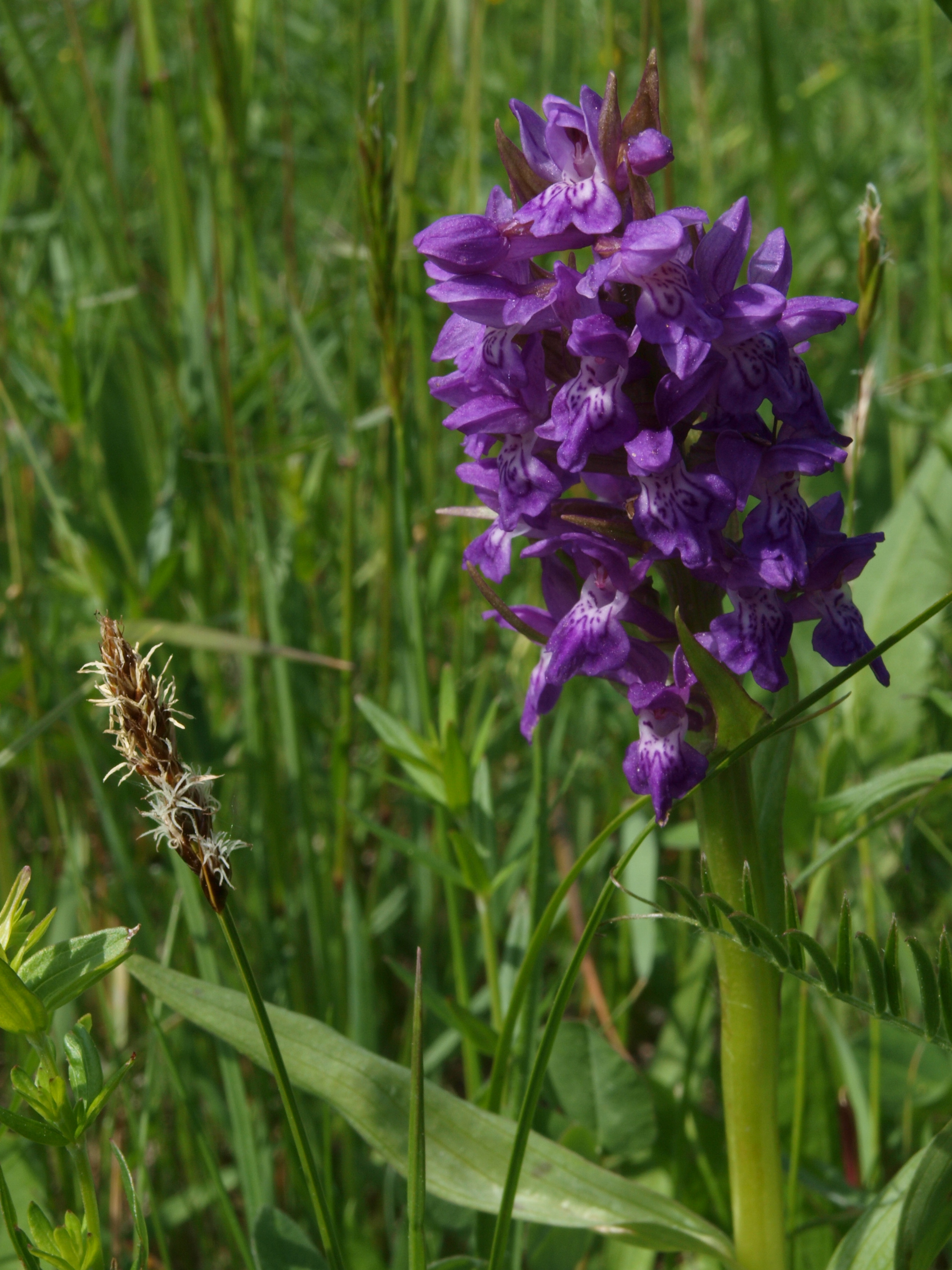
Prstnatec májový

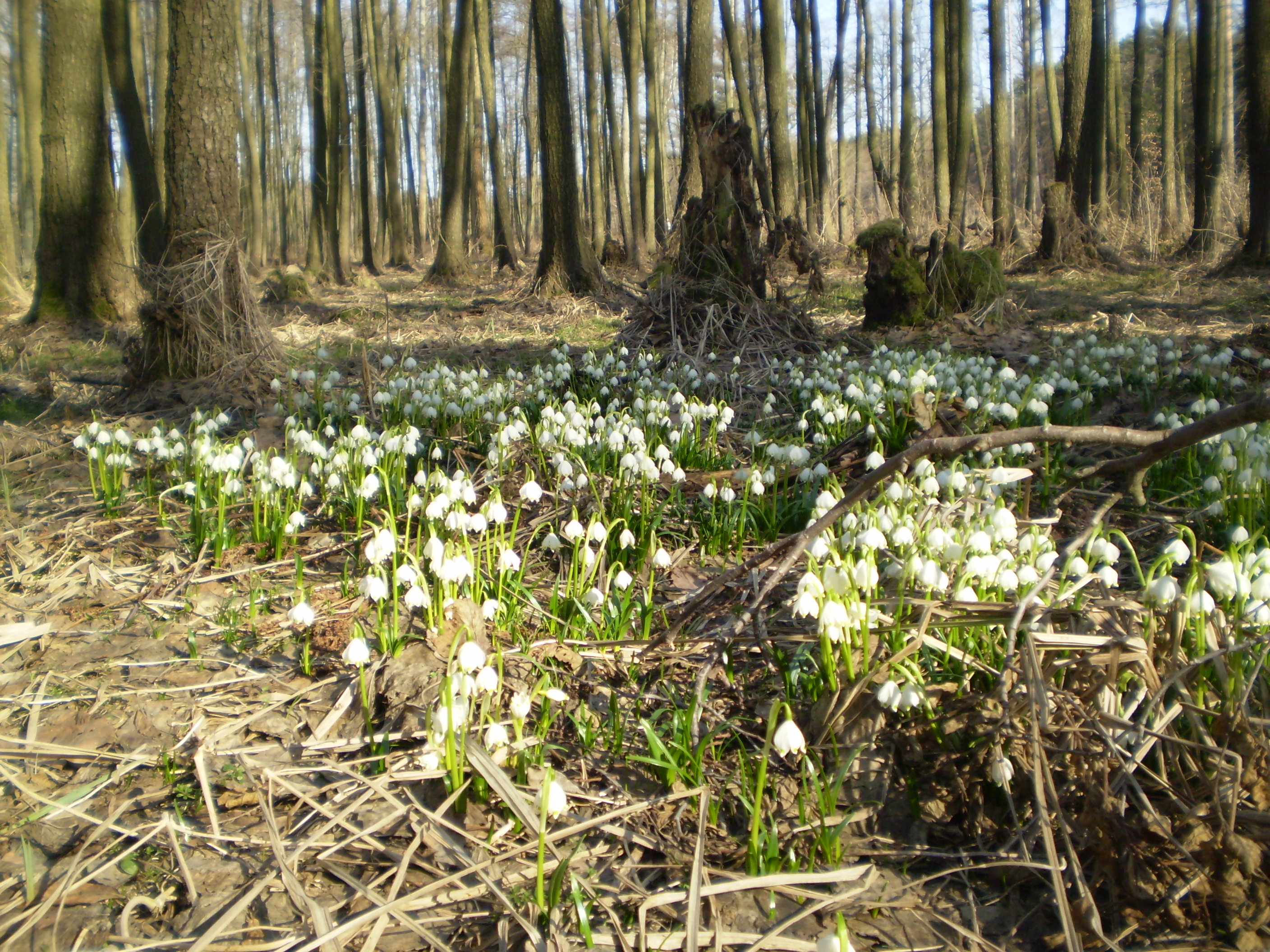
Porost bledulí jarních v chráněném území

Největší část (30 % rozlohy) z přírodní památky Roudnička a Datlík zabírají rákosiny eutrofních stojatých vod (biotop M 1.1 podle Katalogu biotopů ČR), rozšířené v litorálu obou rybníků. Kromě rákosu obecného (Phragmites australis) zde rostou různé orobince (rod Typha) a místy zblochan vodní (Glyceria maxima). Rákos má tendenci se šířit do přilehlých nekosených ploch. Rákosiny obecně jsou ohroženy hlavně odvodňováním, dlouhodobým udržováním vysoké vodní hladiny či plošným vyhrnováním rybníků. Dalším významným biotopem (15 % rozlohy) v přírodní památce je vegetace vysokých ostřic (M 1.7) v přechodových zónách mezi rákosinami a vlhkými loukami. Roste zde například ostřice odchylná (Carex appropinquata) a ostřice vyvýšená (Carex elata), obě vytvářejí kompaktní vyvýšené trsy, tzv. bulty. Pro tyto porosty je důležité zachování stávajícího vodního režimu a udržování sečí a odstraňováním biomasy. Významnou část území (15 % rozlohy) tvoří kontinentální zaplavované louky (T 1.7), zvané též bezkolencové louky podle zdejší dominanty, bezkolence modrého (Molinia caerulea). V těchto porostech nalezneme ohroženou orchidej prstnatec májový (Dactylorhiza majalis), vzácné druhy česnek hranatý (Allium angulosum) a ostřice Davallova (Carex davalliana), dále zde roste čertkus luční (Succisa pratensis), srpice barvířská (Serratula tinctoria), olešník kmínolistý (Selinum carvifolia). Koncem léta na posečených loukách nalezneme ocún jesenní (Colchicum autumnale). Tento biotop opět ohrožuje změna vodního režimu, pro jeho další existenci je také nutná pravidelná seč a odstranění biomasy alespoň jednou ročně, nejlépe na přelomu května a června. Dalším významným biotopem jsou údolní jasanovo-olšové luhy (L 2.2) s vyvinutým jarním aspektem zahrnujícím bleduli jarní (Leucojum vernum), sasanku hajní (Anemone nemorosa), křivatec žlutý (Gagea lutea), plicník tmavý (Pulmonaria obscura), upolín nejvyšší (Trollius altissimus). Zde je problémem zejména šíření invazivní netýkavky žláznaté (Impatiens glandulifera). Další invazivní rostlina, expandující na území přírodní památky je křídlatka japonská (Reynoutria japonica) na hrázi rybníka Datlík. Makrofytní vegetace v litorálu obou rybníků je bohužel potlačena v důsledku polointenzivního chovu ryb, zachována zůstala pouze v plůdkových rybníčcích, kde roste např. bublinatka jižní (Utricularia australis), okřehek trojbrázdý (Lemna trisulca) nebo růžkatec ponořený (Ceratophyllum demersum).

### Fauna

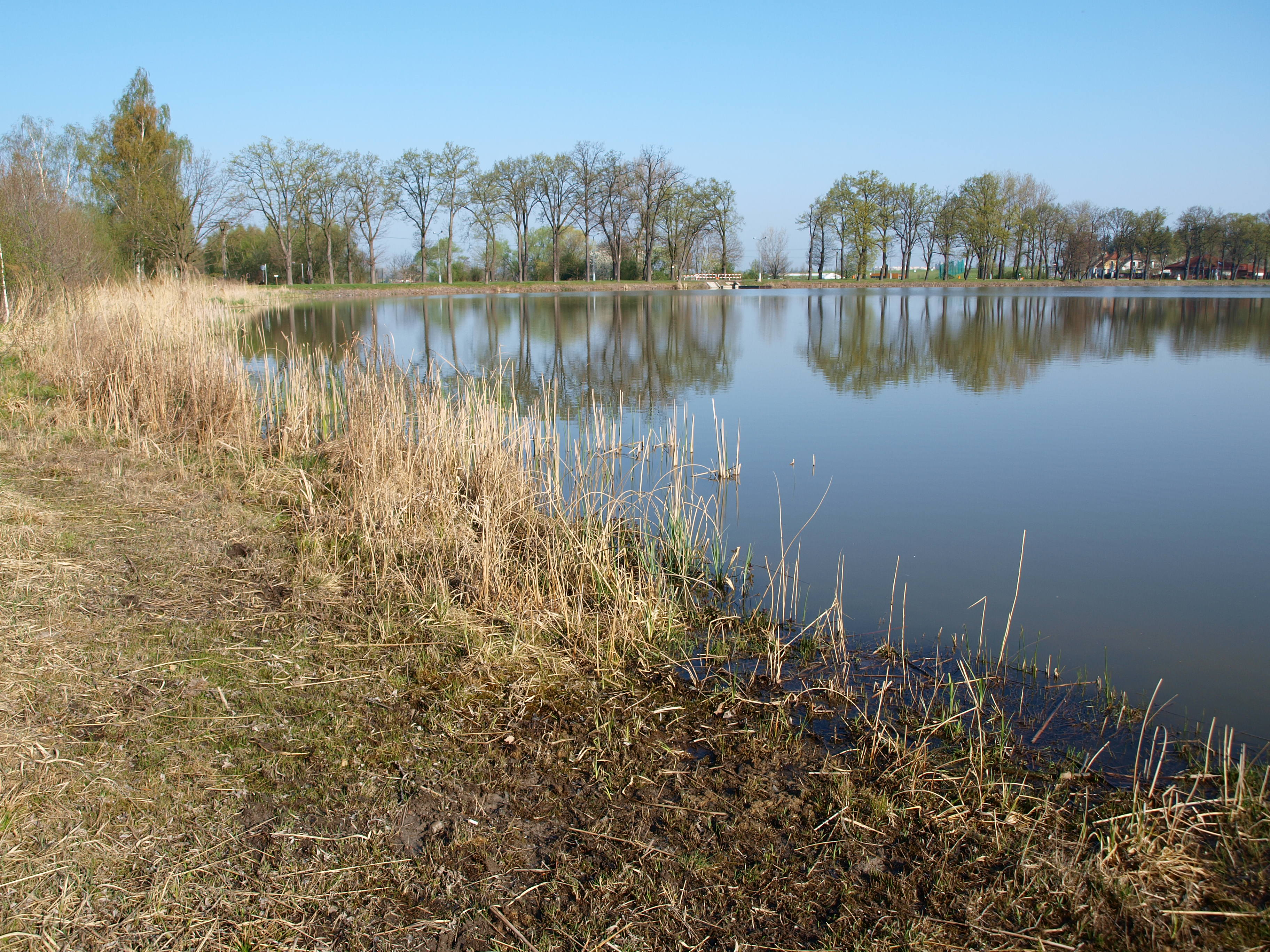
Litorální pásmo rybníka Roudnička, pohled ke hrázi se silnicí

#### Bezobratlí
V oblasti slatinné louky mezi rybníky Roudnička a Datlík se vyskytuje vzácný druh měkkýše vrkoč útlý (Vertigo angustior), kterému se daří zejména ve zdejších porostech bultovitých ostřic.  Právě díky němu byla v této oblasti vyhlášena evropsky významná lokalita. Tento druh v současnosti mizí kvůli melioracím, regulacím toků a vysušování niv. Spolu s vrkočem se na lokalitě vyskytuje další ohrožený měkkýš – dvojzubka lužní (Perforatella bidentata). V obou rybnících nalezneme škebli rybničnou (Anodonta cygnea). Z řádu brouků zde nalezneme například vzácného krasce Poecilonota dives, tesaříka Axinopalpis gracilis nebo mandelinkovité brouky rodu Donacia a Plateumaris (rákosníčci). Hojně jsou zastoupeni motýli (62 druhů), např. extrémně vzácný zevarčík (Orthotaelia sparganella) nebo srpokřídlec olšový (Drepana curvatula). Z dalších zajímavých bezobratlých ještě zmiňme teplomilnou stepní píďaličku řebříčkovou (Eupithecia millefoliata), nebo hedvábnici Hylaeus pectoralis z řádu blanokřídlí (tento druh se vyskytuje pouze na 18 lokalitách v ČR). Dříve se na lokalitě vyskytoval ohrožený rak říční (Astacus fluviatus), ovšem při posledním průzkumu roku 2014 nebyl zaznamenán. 

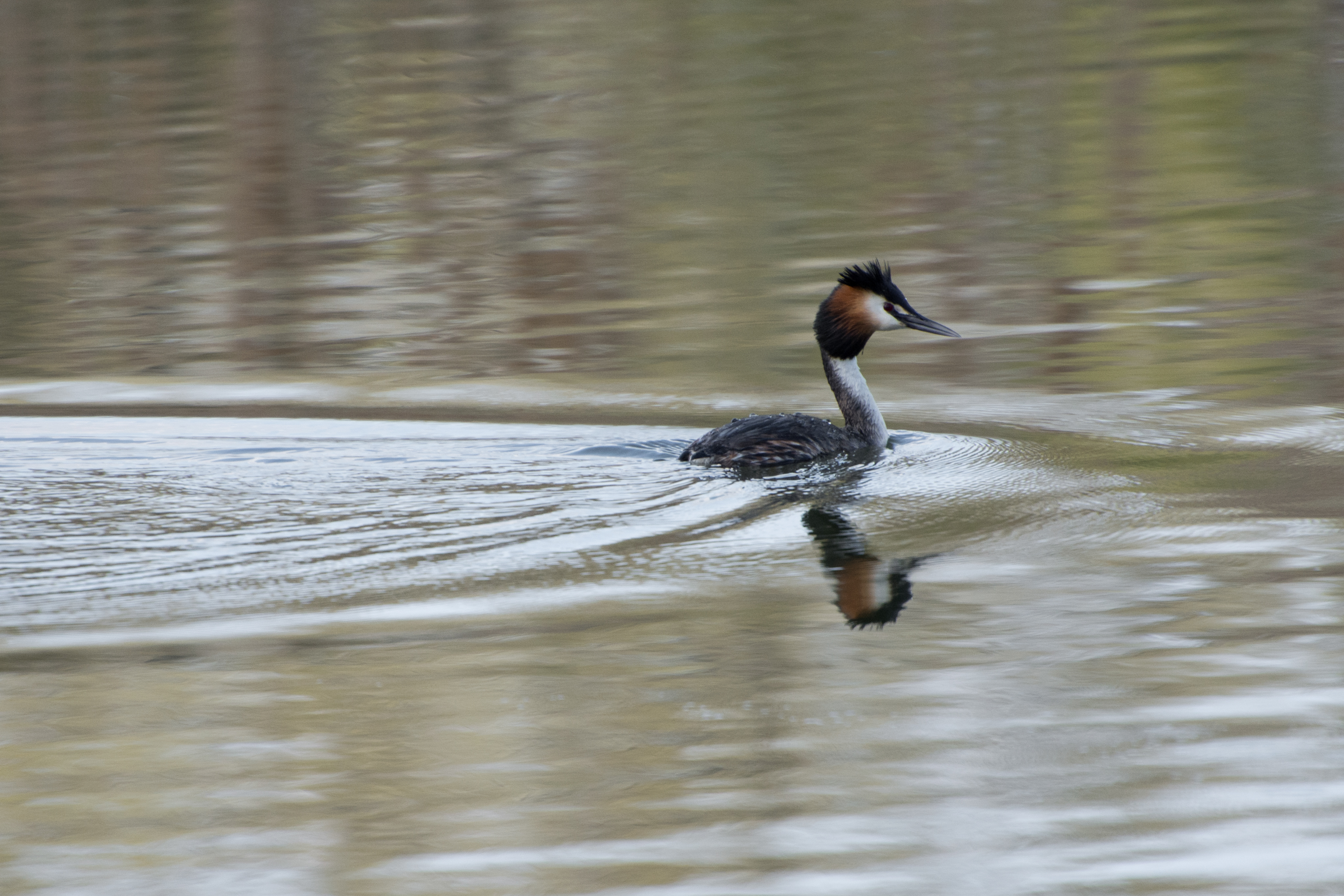
Potápka roháč

#### Obratlovci

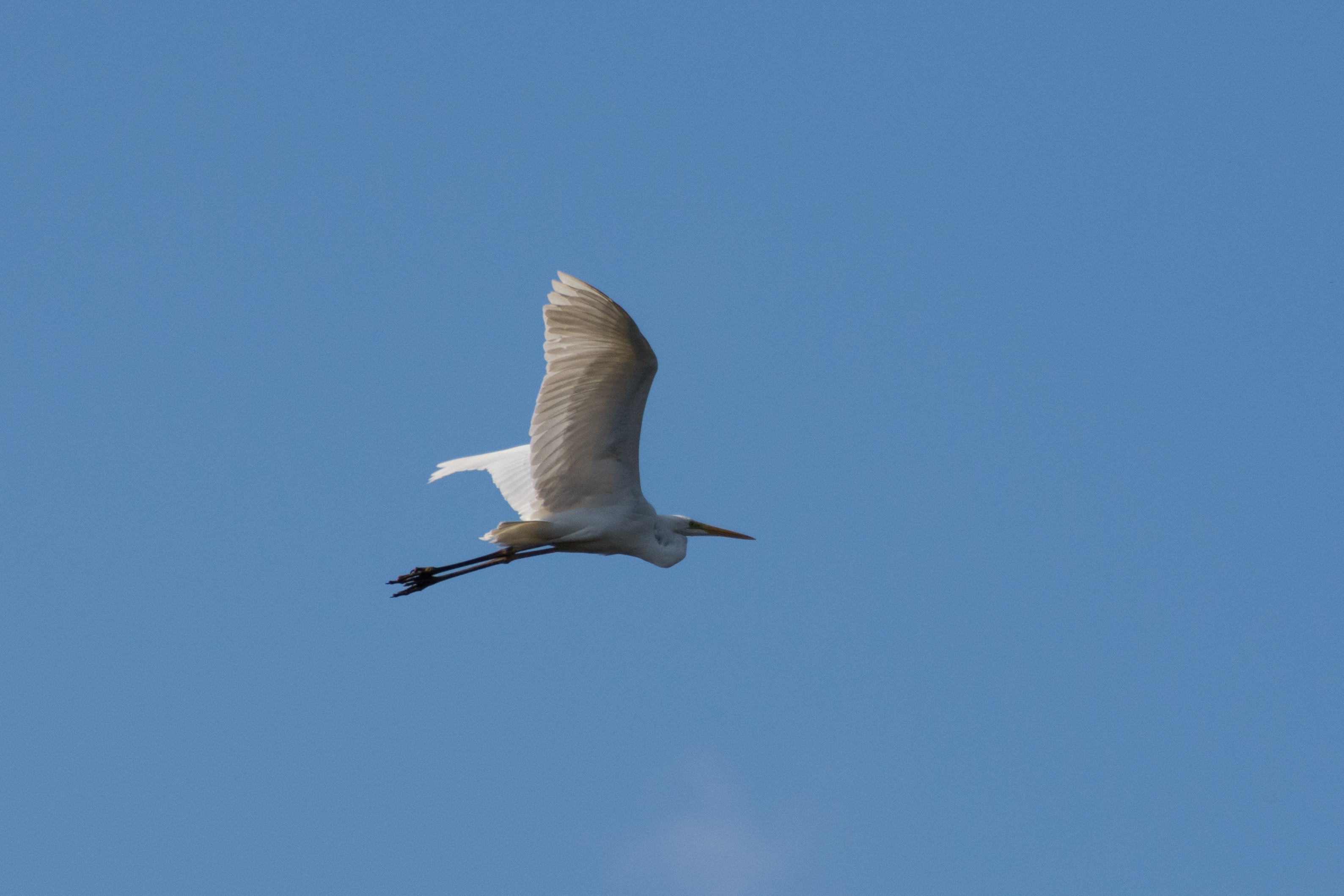
Volavka bílá

Zdejší mokřady jsou domovem pro mnoho obojživelníků, například kriticky ohroženou blatnici skvrnitou (Pelobates fuscus), dále rosničku zelenou (Hyla arborea), ropuchu obecnou (Bufo bufo), ropuchu zelenou (Bufo viridis), skokana zeleného (Rana kl. esculenta) a čolka horského (Ichthyosaura alpestris). V rybníce Roudnička a jeho přítoku se rozmnožuje chráněná ryba piskoř pruhovaný (Misgurnus fossilis). Z ptáků zde hnízdí moták pochop (Circus aeruginosus), potápka roháč (Podiceps cristatus) a potápka malá (Tachybaptus ruficollis). Na tahu se zde pravidelně zastavuje kormorán velký (Phalacrocorax carbo), lžičák pestrý (Anas clypeata), kopřivka obecná (Anas strepera), čírka obecná (Anas crecca), moták pilich (Circus cyaneus), volavka bílá (Egretta alba), pisík obecný (Actitis hypoleucos), za potravou pravidelně zaletuje ledňáček říční (Alcedo atthis). V letech 2002 a 2003 ve zdejších rákosinách hnízdil bukač velký (Botaurus stellaris). Na mokřadních loukách byla zaznamenána ještěrka živorodá (Zootoca vivipara) a užovka obojková (Natrix natrix), nad oběma rybníky byli ultrazvukem detekováni netopýr vodní (Myotis daubentonii) a netopýr rezavý (Nyctalus noctula). 

## Ochrana přírody

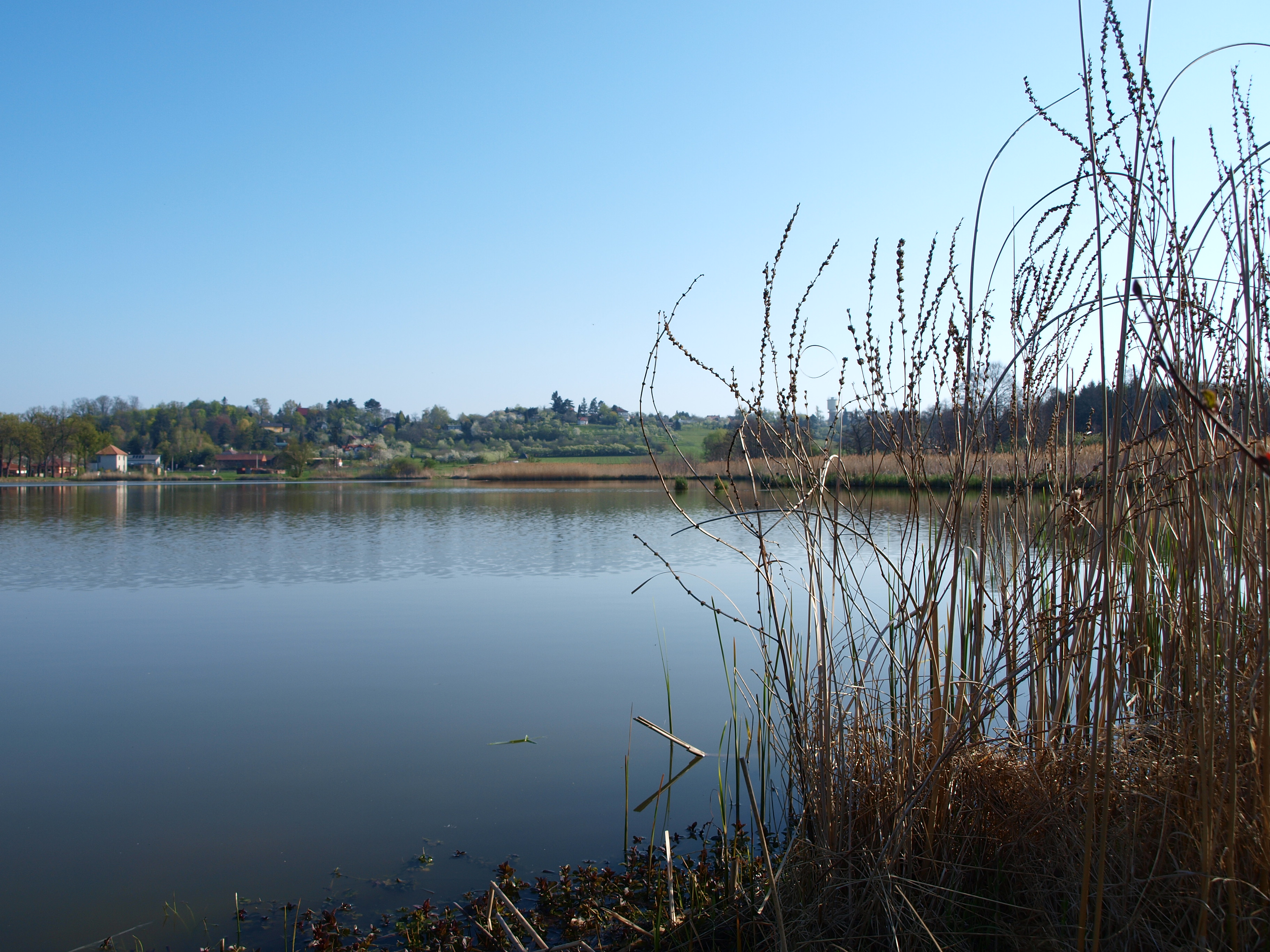
Litorální pásmo rybníka Roudnička

Přírodní památka Roudnička a Datlík byla poprvé vyhlášena roku 1988 (tehdy ještě v kategorii chráněný přírodní výtvor) a spadá do kategorie IUCN č. IV – řízená rezervace. Cílem managementu je zejména „zabezpečit a udržovat stanovištní podmínky, nezbytné pro ochranu význačných druhů, skupin druhů, biotických společenstev nebo hmotných přírodních jevů, které vyžadují specifickou lidskou manipulaci pro zajištění optimální péče“, dále umožnění vědeckého výzkumu a osvěta veřejnosti. Část lučních porostů je dnes spásána ovcemi, část je pravidelně kosena (s odvozem biomasy), některá místa jsou občas přepásána koňmi. V oblasti bezkolencových porostů je prováděno střídavé kosení malých ploch. Křídlatka japonská (Reynoutria japonica) na hrázi rybníka Datlík je odstraňována mechanicky i chemicky. Plánováno je odstranění monokultur topolu kanadského (Populus x canadensis) a smrku ztepilého (Picea abies), v minulosti vysázených do luk. V rámci hospodaření na obou rybnících je výlov povolen jednou ročně v období od poloviny srpna do poloviny října. Je zde zakázáno hnojení a používání chemických látek, přikrmování je omezeno roční dávkou 2000 kg/ha. Z rybí obsádky by měly být vyloučeny býložravé ryby (hlavně nepůvodní amur bílý (Ctenopharyngodon idella) a tolstolobik bílý (Hypophthalmichthys molitrix)), obsádka by zároveň neměla překročit 1000 kg/ha. Toto vše je nutné pro zachování „alespoň průměrné biodiverzity“ rybníků. Odhadované náklady na ochranu a management lokality za období platnosti současného plánu péče (2015 až 2024) činí 913 000 korun.

## Turismus

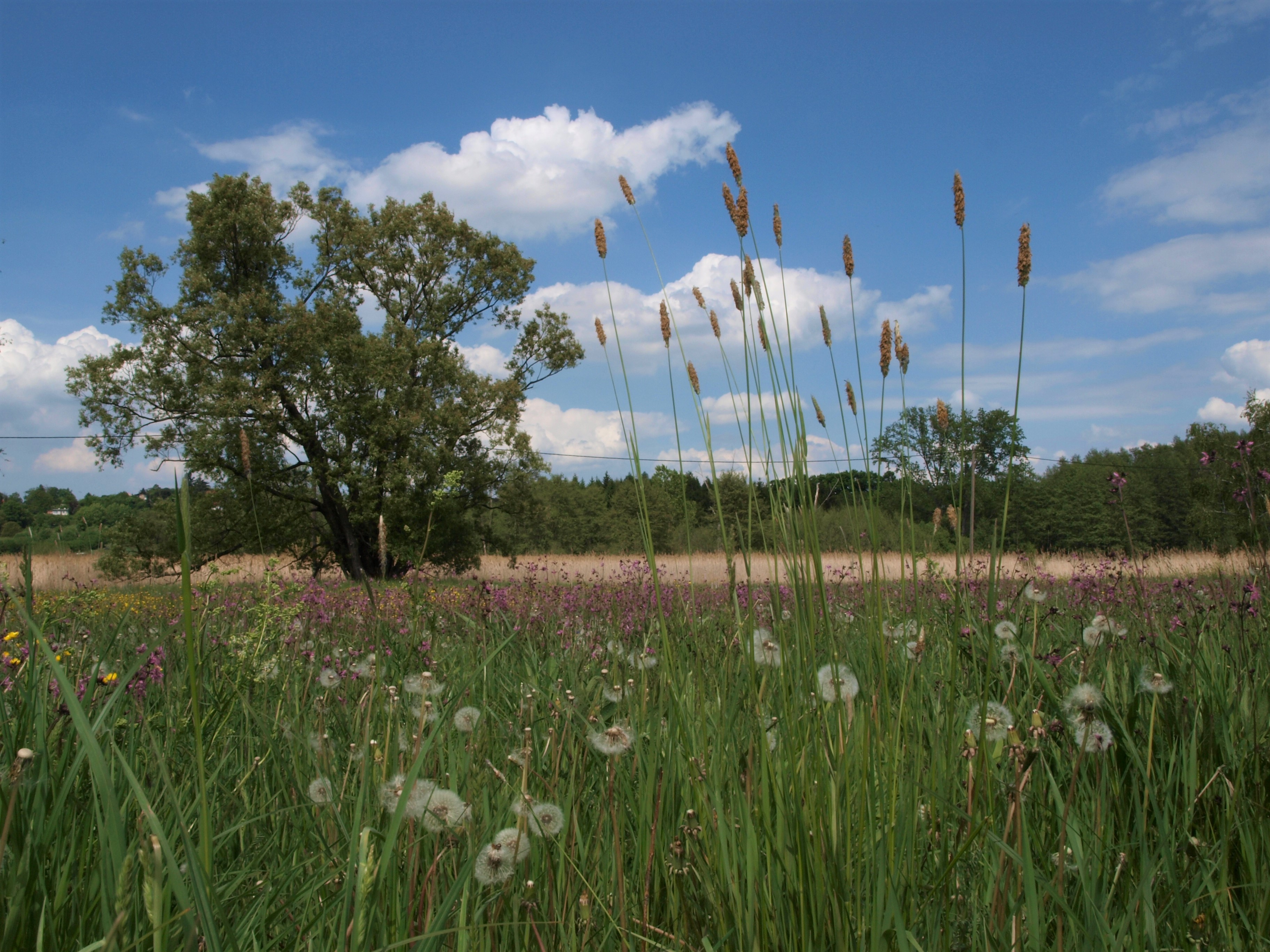
Vlhké louky PP Roudnička a Datlík, v sousedství intravilánu Roudničky, květen 2011.

Po hrázi rybníka Roudnička vede červená turistická stezka z Hradce Králové do Vysoké nad Labem. Na opačném konci přírodní památky, v oblasti hráze rybníka Cikán je možné využít žlutou turistickou stezku ve směru Koliba. Po hrázi rybníka Datlík a pak jižním okrajem východní části chráněného území vedou souběžně Vodnická stezka pro děti a Planetární stezka, začínající u blízké hvězdárny a planetária na Novém Hradci Králové.